# 데번 (포르노 배우)

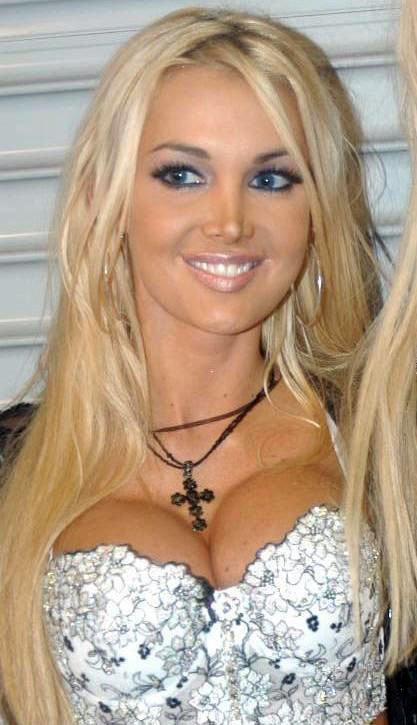
데번

데본(Devon)은 미국의 여자 포르노 배우이다. 1977년 3월 28일 출생. 펜실베이니아주 앨런타운 출신.